# Nevada City
Nevada City is een plaats (city) in de Amerikaanse staat Californië, en valt bestuurlijk gezien onder Nevada County.

## Demografie
Bij de volkstelling in 2000 werd het aantal inwoners vastgesteld op 3001.
In 2006 is het aantal inwoners door het United States Census Bureau geschat op 3013, een stijging van 12 (0,4%).

## Geografie
Volgens het United States Census Bureau beslaat de plaats een oppervlakte van
5,5 km², geheel bestaande uit land. Nevada City ligt op ongeveer 690 m boven zeeniveau.

## Geboren
- Lexie Alford (1998), webvideoproducente en recordhoudster

## Plaatsen in de nabije omgeving
De onderstaande figuur toont nabijgelegen plaatsen in een straal van 32 km rond Nevada City.